# Rome (album)
Rome è un album del 2011 di Danger Mouse e Daniele Luppi, realizzato in collaborazione con Jack White e Norah Jones, dedicato alle colonne sonore di Ennio Morricone e in particolare al Il buono, il brutto, il cattivo, infatti i musicisti hanno collaborato con Alessandro Alessandroni, ma anche con artisti del calibro dei Goblin e dei Marc 4, l'album è stato registrato con strumenti musicali originali degli anni '60, tra cui un organo trovato nel garage di un collezionista di Vespe.

## Tracce
1. Theme of Rome – 2:21
2. The Rose with a Broken Neck – 3:23
3. Morning Fog (interlude) – 0:39
4. Season's Trees – 3:12
5. Her Hollow Ways (interlude) – 0:57
6. Roman Blue – 3:13
7. Two Against One – 2:21
8. The Gambling Priest – 2:03
9. The World (interlude) – 1:02
10. Black – 3:32
11. The Matador Has Fallen – 1:47
12. Morning Fog – 2:06
13. Problem Queen – 2:37
14. Her Hollow Ways – 2:30
15. The World – 3:29

## Classifica
| Classifica (2011)         | Massima posizione |
| ------------------------- | ----------------- |
| Billboard Canadian Albums | 16                |
| Official Albums Chart     | 20                |
| US Billboard 200          | 11                |
| US Digital Albums         | 3                 |
| US Rock Albums            | 5                 |
| US Alternative Albums     | 5                 |
| US Tastemaker Albums      | 5                 |

## Crediti
Musicisti
- Gegè Munari - batteria e percussioni
- Dario Rosciglione - contrabbasso e basso elettrico
- Luciano Ciccaglioni - chitarra acustica e elettrica
- Antonello Vannucchi - celesta, clavicembalo, organo e pianoforte
- Roberto Podio - percussioni
- Gilda Buttà - celesta e clavicembalo
- Cantori Moderni - voci
- Edda Dell'Orso - voce soprano
- Jack White - voce ("The Rose with the Broken Neck", "Two Against One" and "The World")
- Norah Jones - voce (Season's Trees", "Black" e "Problem Queen")

Registrazione e arrangiamenti
- Danger Mouse - produzione, arrangementi, mixaggio
- Daniele Luppi - produzione, arrangementi, mixaggio, orchestra e conduttore del coro
- Fabio Patrignani - ingegnere del suono, mixaggio